# Džentl'meny udači
Džentlmeny udači (Джентльмены удачи) è un film del 1971 diretto da Aleksandr Seryj.